# Andrea A. Cocucci
Andrea Arístides Cocucci (Córdoba, 16 de noviembre de 1959) es un biólogo, zoólogo, y botánico argentino. Es hijo del botánico Alfredo Cocucci (1926-2015).
En 1984 se graduó como biólogo en la Universidad Nacional de Córdoba, doctorándose en 1989 en sistemas de polinización en solanáceas neotropicales. Fue alumno del biólogo floral Stefan Vogel. Es investigador del CONICET y profesor de la Universidad Nacional de Córdoba.
Su interés se centra en los insectos esfíngidos, como polinizadores y su interacción en la estructura y evolución florística. Es especialista en mecanismos florales.

## Honores
- Premio Lorenzo Parodi, 1989-1990[2]

- La abreviatura «A.A.Cocucci» se emplea para indicar a Andrea A. Cocucci como autoridad en la descripción y clasificación científica de los vegetales.[3]

## Obras
- Moré, M.; Kitching, I. J.; Cocucci, A. A. (2005): Sphingidae / Esfíngidos de Argentina (Hawkmoths of Argentina). ISBN 950-9725-64-1